# Beryl Reid
Pour les articles homonymes, voir Reid.
Beryl Reid, née le 17 juin 1919 à Hereford et morte le 13 octobre 1996 dans le Buckinghamshire (Royaume-Uni), est une actrice anglaise.

## Filmographie
- 1948 : Wit and Wisdom (série télévisée)
- 1950 : The Centre Show (série télévisée)
- 1951 : Vic's Grill (série télévisée)
- 1953 : The Christmas Service Show (TV)
- 1954 : The Belles of St. Trinian's de Frank Launder : Miss Wilson
- 1955 : The Benny Hill Show (série télévisée) : Various Roles (1955)
- 1956 : The Extra Day de William Fairchild : Beryl
- 1957 : The Most Likely Girl (série télévisée) : Arethusa Wilderspin
- 1960 : Le Paradis des monte-en-l'air (Two Way Stretch) de Robert Day : Miss Pringle
- 1962 : The Dock Brief de James Hill : Doris Fowle, his late wife
- 1964 : The Hen House (TV) : Teresa Fanwyn
- 1964 : Bold as Brass (série télévisée) : Bessie Briggs
- 1967 : Before the Fringe (série télévisée)
- 1968 : L'Infaillible Inspecteur Clouseau (Inspector Clouseau) de Bud Yorkin : Mrs. Weaver
- 1968 : Beryl Reid Says Good Evening (série télévisée) : Various roles
- 1968 : Wink to Me Only (série télévisée) : Irene (Rene) Jelliot
- 1968 : Star! de Robert Wise : Rose
- 1968 : Faut-il tuer Sister George ? (The Killing of Sister George) de Robert Aldrich : June 'George' Buckridge
- 1969 : Assassinats en tous genres (The Assassination Bureau) de Basil Dearden : Madame Otero
- 1970 : Le Frère, la Sœur et l'Autre (Entertaining Mr. Sloane) de Douglas Hickox : Kath
- 1970 : Le monstre des oubliettes (en) (The Beast in the Cellar) de James Kelley : Ellie Ballantyne
- 1971 : Psychomania (en) de Don Sharp : Mrs. Latham
- 1972 : Father Dear Father (en) de William G. Stewart (en) : Mrs. Stoppard
- 1972 : Alcock and Gander (en) (série télévisée) : Mrs Marigold Alcock
- 1972 : Le Retour de l'abominable Docteur Phibes (Dr Phibes Rises Again) : Miss Ambrose, Harry's Cousin
- 1973 : No Sex Please: We're British (en) : Bertha Hunter
- 1977 : Joseph Andrews de Tony Richardson : Mrs. Slipslop
- 1977 : Beryl Reid (série télévisée)
- 1978 : Rosie Dixon – Night Nurse (en) de Justin Cartwright : Matron
- 1978 : Carry on Emmannuelle (en) de Gerald Thomas : Mrs. Valentine
- 1978 : Out with the Old, in with the New (TV)
- 1979 : An Honourable Retirement (TV) : The Landlady
- 1979 : The Dick Emery Comedy Hour (TV) : Ada
- 1979 : La Taupe (en) (Tinker Tailor Soldier Spy) (feuilleton TV) : Connie Sachs
- 1980 : Comedy Tonight (TV) : (sketch 'Laughing Gas')
- 1980 : Peter Cook & Co. (TV) : Various Characters
- 1980 : Rhubarb Rhubarb (en) : Home Owner's Wife
- 1981 : Get Up and Go! (série télévisée) : Coprésentatrice
- 1981 : Late Flowering Love : (segment Invasion Exercise on the Poultry Farm)
- 1982 : Doctor Who : « Earthshock » : Briggs (4 épisodes)
- 1982 : Les Gens de Smiley (en) (Smiley's People) (feuilleton TV) : Connie Sachs
- 1983 : The Irish R.M. (série télévisée) : Mrs Knox
- 1983 : Barbe d'or et les pirates (Yellowbeard) de Mel Damski : Lady Lambourn
- 1983 : Le Vent dans les saules (The Wind in the Willows) : La juge (voix)
- 1985 : Late Starter (série télévisée) : Helen Magee
- 1985 : The Secret Diary of Adrian Mole Aged 13 3/4 (en) (série télévisée) : May Mole
- 1985 : Le Docteur et les Assassins (The Doctor and the Devils) de Freddie Francis : Mrs. Flynn
- 1987 : The Beiderbecke Tapes (en) (TV) : Sylvia
- 1990 : Put on by Cunning (TV) : Mrs. Mountnessing
- 1992 : Duel of Hearts (TV) : Lady Augusta Warlingham
- 1992 : Shall We Gather at the River (TV) : Gran
- 1994 : The Stuart Hall Show (série télévisée)